# Eva Fuková
Eva Fuková, rozená Eva Podešvová (5. května 1927 Praha – 25. listopadu 2015 Praha ), byla americká fotografka českého původu, dcera spisovatelky Marie Podešvové a malíře Františka Podešvy.
Patřila k nejvýznamnějším osobnostem české umělecké scény druhé poloviny 20. století. Již jako velmi mladá začala fotografovat a lepit koláže. Vystudovala grafickou školu a po válce pak Akademii výtvarných umění. V roce 1950 se provdala za malíře Vladimíra Fuku. Oba patřili do společnosti pohybující se kolem výtvarníka Jiřího Koláře.

## Životopis
V roce 1942 studovala na Grafické škole v Praze na Smíchově u profesora Rudolfa Skopce, v letech 1945–1950 na Akademii výtvarných umění v Praze (profesor Vlastimil Rada). V roce 1948 absolvovala šestiměsíční pobyt na Akademii umění v Sofii.
V roce 1950 se provdala za malíře Vladimíra Fuku. O rok později se jim narodila dcera Ivana; přestala malovat a věnovala se pouze fotografii; vyměnila fotoaparát Leica za Rolleiflex.
V roce 1955 se stala členkou Svazu výtvarných umělců, Umělecké besedy a jury ČSVU, o rok později se stala členkou Propagační tvorby.
V roce 1962 realizovala fotografickou výzdobu letecké kanceláře ČSA, Stockholm, Švédsko.
V roce 1963 vyšla monografie Eva Fuková v nakladatelství Odeon; samostatná výstava se uskutečnila v kabinetu J. Funkeho v Brně.
V roce 1964 se uskutečnila její první cesta do USA, v roce 1966 druhá cesta do USA; zúčastnila se výstavy "Surrealismus a fotografie" v Brně a v Museu Volkwagen v německém Essenu. O rok později, v roce 1967, emigrovala s rodinou do USA.
V USA se její dílo dále rozvíjel, věnovala se převážně barevné fotografii – takzvaným multiplážím a zhotovování objektů. Autorka záhy zjistila, že jí sice nevadí žít v cizině, ale že je pro ni nesnesitelné žít jako emigrant bez možnosti návratu domů (když ale později po Fukově smrti jako americká občanka na krátkou dobu zavítala do Československa, už zde nedokázala žít – chyběla jí zde svoboda). V roce 1968 pracovala pro Berkey-Kodak a Metropolitan Museum of Art v New Yorku. V roce 1972 obdržela americké státní občanství a odstěhovala se na tři roky do jižního Německa; spolupracovala se stuttgartskými nakladatelstvími.
V roce 1975 se vrátila do USA a žila v Rhinebecku, N.Y. V roce 1977 zemřel Vladimír Fuka; Eva Fuková se odstěhovala do Fairfieldu v Connecticutu. V roce 1978 se stala členkou Silvermine Galleries v Connecticutu; pracovala pro newyorská nakladatelství (např. Macmillan Co.). V roce 1983 se provdala se za Davida H. Engela; byla členkou Art Place v Southportu v Connecticutu a v roce 1985 se stala členkou StamfortArt Association v Connecticutu.
Po profesionální stránce byla v emigraci úspěšná, ale brzy po roce 1989 našla cestu zpátky do Evropy i domů do Čech. V roce 1989 navštívila Československo v době převratu a natočila dokumentární video o listopadových událostech; zúčastnila se výstavy "Co je fotografie" k výročí 150 let fotografie v pražském Mánesu.
V roce 1996 vyšla monografie Eva Fuková – Tváře času (od Zdenka Primuse a Antonína Dufka).

## Dílo
Civilizačně-sociální fotografie v její tvorbě na počátku padesátých let byly rychle vystřídány surreálně-poetickým viděním, které je lze srovnat například s fotografiemi Viléma Reichmanna. Později – na přelomu padesátých a šedesátých let až do roku jejího odchodu do emigrace v roce 1967 – jsou její fotografie spíše poetickým viděním skutečnosti a vstřebáváním liberálního ducha let šedesátých, než odmítnutím pozitivních tendencí této doby.
V USA se zpočátku věnovala fotografickému poznání americké reality a od druhé poloviny sedmdesátých let pak velkoformátovým, často kolorovaným fotografickým, ale i kolážovým vizím vznikajícím na stejném základě jako komponování malířského obrazu. Tyto práce nazývala multipláže.
V posledních letech se vedle zmíněných multipláží věnovala také nacházení a zhotovování miniaturních objektů založených na principu poetického spojení nesourodých prvků. Uplatňování tohoto postupu je charakteristické pro celou její uměleckou dráhu.

### Vlastní knihy
- Karel Čapek, Život a dílo skladatele Foltýna, Praha 1960
- Karel Hynek Mácha, Poesie, Praha 1961
- Poesie pro děti, Praha 1963
- Jan Weiss, Dům o tisíci patrech, Praha 1964
- New York (spoluúčast), Praha 1967
- Křehké jistoty (spoluúčast), Praha 1989

## Výstavy
- 1956 – podílela se na výstavách Pofis 1956, Mezinárodní veletrh v Číně, Atomy pro mír…
- 1958 – zúčastnila se výstavy Bilance I. v pražském Uměleckoprůmyslovém muzeu (čestné uznání)
- 1959 – zúčastnila se výstavy fotografické sekce SČSVU v Praze
- 1961 – zúčastnila se výstavy SNDK v Berlíně a Hamburku a výstavy Bilance II.; samostatná výstava v Galerii Fronta, Praha
- 1965 – samostatná výstava v galerii Čs. spisovatele "Stopa, kódy, horizonty"; zúčastňuje se výstavy "Ženy fotografují"
- 1978 – samostatná výstava v KEW Gallery, Norwalk, Conn.; zúčastnila se výstavy "Photography in Silvermine"
- 1981 – samostatná výstava v Silvermine Galleries
- 1984 – zúčastnila se výstavy "Art on Town" v Bridgeport, Connecticut, kde získává I. cenu
- 1985 – samostatná výstava v galerii Art Space, Connecticut; zúčastnila se výstavy "Prints Ensuite" v Katonah Gallery, New York a "Sculptors and Photography" v Silvermine Galleries
- 1986 – samostatná výstava v Silvermine Galleries; zúčastňuje se výstavy ve Woodstock Photo Gallery, Connecticut
- 1987 – společně s Peggy Vick a Phillip Träger vystavuje ve Fairfield University Gallery, Connecticut, kde získává I. cenu
- 1988 – zúčastnila se výstavy v Stamford Art Association, kde získala čestné uznání
- 1990 – samostatná výstava v galerii Art Place, New Haven, Connecticut
- 1991 – zúčastnila se výstavy "Surrealistic spirit in Czech Photography" v Robert Koch Gallery, San Francisco
- 1992 – samostatná výstava v Quenns College Art Center, New York, zúčastňuje se výstavy "Československá fotografie v exilu", Mánes, Praha
- 1993 – samostatná výstava v Renova Gallery, Warren-Kent, Connecticut; zúčastnila se výstavy "Unfettered Photographs: Stretching Definition", v The Carriagge Barn Gallery, Conn.
- 1996 – retrospektivní výstava v galerii G4 v Chebu, Galerii Václava Špály v Praze a Galerii Caesar v Olomouci;
- 2005 – film "Vracím se do země labyrintu" (režie Aleš Kisil, 2005)
- 2013 – Leica Gallery Prague, Pábení, 15. 2. – 14. 4. 2013